# Norbert Steiner
Norbert Steiner (* 3. November 1954 in Siegen) ist ein deutscher Jurist und Manager. Er war von 2007 bis 2017 Vorstandsvorsitzender der K+S AG.

## Leben
Im Jahr 1980 beendete Steiner sein Studium der Rechtswissenschaften an der Universität Heidelberg. 1983 trat er in die Zentralabteilung Steuern und Zölle der BASF AG ein. Ab 1988 leitete er dort die Unterabteilung Zölle und Verbrauchssteuern. Im Jahr 1993 wechselte Steiner zur K+S AG und wurde Leiter des Bereichs Recht, Steuern und Versicherungen. Zum Finanzvorstand der K+S wurde Steiner im Mai 2000 berufen. Seit dem 1. Januar 2006 war er außerdem stellvertretender Vorstandsvorsitzender der K+S. Am 1. Juli 2007 übernahm er von Ralf Bethke das Amt als Vorstandsvorsitzender. Am 19. August 2014 erhielt er eine Vertragsverlängerung als K+S-Vorstandsvorsitzender bis zum Jahr 2017. Sein Nachfolger ist Burkhard Lohr.
Norbert Steiner ist verheiratet und Vater zweier Söhne.